# エフエム青森
株式会社エフエム青森（エフエムあおもり、英称：AOMORI FM Broadcasting）は、青森県を放送対象地域として超短波放送（FM放送）をする特定地上基幹放送事業者である。
JFN系列局。また、当局含めたJFN系列38局はACジャパン（旧・公共広告機構）の正会員企業の一つである。

## 会社概要
- 本社 - 郵便番号 030-0812 青森県青森市堤町一丁目7番19号　NTT東日本青森支店別館1階
- 支社・支局
  - 八戸支局（八戸市） -
  - 弘前支局（弘前市） - なお、他の在青民放局の拠点が支社であるのに対し、当局のみ支局を置いている。
  - 東京支社（東京都千代田区） - 全国FM放送協議会参加局なので、他の在青民放テレビ局とは異なり、中央区ではなく千代田区に置いている。

### 支社・支局所在地
- 八戸支局：青森県八戸市廿三日町10番地 石万ビル4F
- 弘前支局：青森県弘前市大字大町三丁目7番4号
- 東京支社：東京都千代田区麹町一丁目8番 JFNセンター4F

## 資本構成
企業・団体の名称、個人の肩書は当時のもの。出典：

### 概要
ATVビジョン保有分は少なくとも2005年までは青森テレビが保有していた。青森テレビがマスメディア集中排除原則の制限を超えて保有していた分を売却するに当たり、キー局のTBSテレビに支援を仰ぎ、子会社を通じて引き取るとともに、青森テレビも残りの株式を子会社へ引き渡したものと考えられる。

### 2016年3月31日
| 資本金      | 1株   | 発行済株式総数 | 株主数 |
| ----------- | ----- | -------------- | ------ |
| 4億9800万円 | 5万円 | 9,960株        | 65     |

| 株主             | 株式数  | 比率   |
| ---------------- | ------- | ------ |
| 読売新聞東京本社 | 1,196株 | 12.00% |

## 沿革
- 1982年（昭和57年）10月27日 - 郵政省（現・総務省）が青森など22地区23府県に県域民放FM局の周波数を割り当て[7]。
- 1986年（昭和61年）
  - 7月31日 - 会社設立。
  - 9月27日 - 八戸・むつ・上北の3中継局に周波数割り当て。
- 1987年（昭和62年）
  - 1月17日 - 試験電波発射開始。
  - 1月22日 - 全国FM放送協議会（JFN）に加盟。
  - 2月19日 - 日本民間放送連盟に加盟。
  - 3月20日 - サービス放送開始。
  - 3月26日 - 本免許交付。
  - 4月1日 - 民間放送のFM局として、全国23番目に本放送開始。同日に青森市文化会館にて開局記念コンサート「僕らポップス 仲間たちin青森」開催。出演は、飯島眞理、阿部恭弘、村田和人、椎名恵。
  - 5月17日 - 開局記念NECライブスペシャル「森山良子コンサート」を青森市文化会館で開催。
- 1988年（昭和63年）8月20日 - 開局1周年記念「ポップナウ」を青函博エアドームで公開録音。出演は、三浦雄也、松野こうき、谷山浩子。
- 1995年（平成7年）4月1日 - 文字多重放送（見えるラジオ）開始。コールサインはJOWU-FCM。
- 1997年（平成9年）4月1日 - 開局10周年。ステーションロゴを変更。
- 2011年（平成23年）
  - 1月26日 - LISMO WAVEによる配信を全国FM連合加盟各局と同時に開始。（2019年（令和元年）9月30日をもって終了）
  - 12月5日 - ドコデモFMによる配信をJFN加盟各局と同時に開始。（2021年（令和3年）2月28日をもって終了）
- 2014年（平成26年）3月31日 - FM文字多重放送終了。
- 2017年（平成29年）
  - 4月1日 - 開局30周年。
  - 4月3日 - IPサイマルラジオ「radiko.jp」および「radiko.jpプレミアム（エリアフリー聴取）」向けに配信開始[8]。
- 2018年（平成30年）
  - 4月3日 - WIZ RADIOによる配信をJFN加盟各局・LOVE FMと同時に開始。（2020年（令和2年）9月30日をもって終了）
  - 5月1日 - V-Low帯マルチメディア放送・インターネットラジオサービス「i-dio」にて北海道・東北地方でのサイマル放送・配信を開始。（2020年（令和2年）3月31日をもって終了）
  - 7月27日 - 東北総合通信局から、深浦中継局の予備免許を付与される[9]。
- 2019年（平成31年）2月1日 - 深浦中継局が開局。
- 2022年（令和4年）4月1日 - 開局35周年。
- 2023年（令和5年）5月27日 - 同年6月4日投開票の青森県知事選挙においてFMラジオ局で初めて政見放送を実施[10]。

## 周波数・出力
| 親局   | 周波数  | 空中線電力 | ERP    | 送信所概要 （技術情報） | 備考                  |
| ------ | ------- | ---------- | ------ | --- | --------------------- |
| 青森   | 80.0MHz | 1kW        | 2.6kW  | - 送信柱 37m四角鉄塔（ATV、ABAと共用） - 送信空中線 2L2段4面（送信空中線はFM青森専用、施工：電気興業） - 放送機 RV-41GS（東芝） - STL SSF3-1W1（日立電子）出力1W、2.4m鏡面パラボラアンテナ - 送信局舎 鉄筋コンリート（ATV共用） - 非常用電源 自家発電装置150kVA（ATV共用）バッテリーフロート33AH - 備考：1995年11月、ATVと送信局舎・送信柱・非常用電源を共用 | [ 注釈 7 ] [ 注釈 8 ] |
| 中継局 | 周波数  | 空中線電力 | ERP    | 送信所概要 （技術情報） | 備考                  |
| 八戸   | 78.4MHz | 500W       | 1.75kW | - 送信柱 50m支線式鉄柱（NHK教育共有） - 送信空中線 2L2段4面（NHK-FM共有） - 放送機 JBM-3401（JRC） - 中継回線 青森局を5素子八木宇田2段2面にてエア受け - 送信局舎 鉄筋コンクリート1階 9m×9m（NHK教育共有） - 非常用電源 自家発電装置20kVA（NHK共有） - 備考：NHKと送信アンテナのみ共有 1993年12月増力、指向性パターン変更                                     |                       |
| むつ   | 81.3MHz | 100W       | 280W   | - 送信柱 11mTP型鉄塔（ATV共用） - 送信空中線 3素子八木宇田1段2面、2段1面 - 放送機 HV-1033（OKI） - 中継回線 八戸局を5素子八木宇田1段2面にてエア受け - 送信局舎 鉄筋コンクリート2階4m×4m（ATV共用） - 非常用電源 インバーター |                       |
| 上北   | 84.3MHz | 10W        | 23W    | - 送信柱 17m四角鉄塔（ATV共用） - 送信空中線 3素子リングアンテナ1段2面 - 放送機 JBM-3301（JRC） - 中継回線 青森局を5素子リングアンテナ1段1面にてエア受け - 送信局舎 鉄筋コンクリート2階4m×4m（ATV共用） - 非常用電源 バッテリーフロート20Ah（ATV共用） |                       |
| 深浦   | 78.2MHz | 10W        | 10.5W  | | [ 注釈 9 ]            |

放送局・中継局が合わせて5局しかないため、青森県内であっても下北半島の津軽海峡沿岸部など一部地域では聴取難（高利得アンテナを使用すれば聴取できる可能性もある）または不可となっている。なお、当放送局聴取難および聴取不可地域では、「radiko」での聴取、または周辺のエフエム北海道・エフエム秋田・エフエム岩手で聴取可能な地域がある。
2019年2月1日には深浦中継局が開局し、それまで聴取困難だった深浦地区での聴取環境が改善されている。

## 現在放送中の主な自社制作番組
2025年7月時点。
詳細は、公式サイトの番組・リクエストあるいはタイムテーブルを参照。なお、番組のウェブサイトの大半は、外部のブログ形式サイトとなっている。AuDeeのページでは、音声を配信している。

### 自社制作番組
☆は、生放送。[A☆]は、AuDeeと連動。
- Doctor'sコンサルティングプログラム（月曜 - 木曜 10:50 - 11:00）
  - radiko.jpではエリアフリーおよびタイムフリー聴取は不可（フィラー音楽に差し替え）
- ☆ 地域情報（火曜 - 木曜 11:51 - 12:00）
- ☆ [A☆] ラジmott!（月曜 - 木曜 16:50 - 18:54、金曜 15:00 - 18:54）
  - あおもり・ふぁん（月曜 - 木曜 16:55 - 17:00、青森県庁広報番組）
- ☆ スマイル（月曜 12:00 - 12:55、2024年4月1日スタート。但し祝日は休止）
- 近藤金吾のせーのでFight!（火曜 20:00 - 20:30）
- GMUのGourmet Music Time（水曜 19:00 - 19:30）
- What's WANDO Music!（水曜 20:00 - 20:30）
- あなたのおそばに こくみん共済COOP（木曜 13:55 - 14:00）
- The Hakaikosenz　#令和パンクレディオ（木曜 19:00 - 19:30）
- ☆ [A☆] 坂本サトル ミリオンレディオ（木曜 20:00 - 20:55、途中 21:00 - 21:56にJFNニュース放送のため中断。収録で放送の回もある。）
  - 2016年1月 - 2019年12月は八戸市のコミュニティFM局のBeFMと同時放送をしていた。
- ☆ ヒルモット!Friday（金曜 11:55 - 13:00、2017年4月3日スタート。2020年4月3日から金曜日のみの放送に変更。）
- Hello Radio サウスランド（金曜 13:00 - 13:30）
- [A☆] 産地直送番組 津軽へ行こう（土曜 11:30 - 11:55）
  - 公開生放送などの際は放送時間を拡大して11:00から放送[注釈 10]。
  - 2019年から年度ごとにサブタイトルがついている。
- チャレンジ川柳!むさし流!（土曜 12:00 - 12:10）
- 今日もいきいき!PGライフ（土曜 12:10 - 12:20）
- 多田慎也 Project Apple POP（土曜 12:20 - 12:55）
- 金正堂本店 presents アニバーサリーストーリー（土曜 15:55 - 16:00）
- The シモキターンズ（土曜 17:10 - 17:30）
- Aomori RINGO Radio（土曜 17:30 - 18:00）
- パパとママのエンジョイヘルス!!ー健康って楽しいー（土曜 18:00 - 18:30）
- 薬局から始まった健康づくりの輪!（日曜 16:55 - 17:00）
- [A☆] SWALLOW'S nest radio（日曜 18:00 - 18:30）
- 青森県知事と語る NEW WAVE TALK #あおらじ（第3日曜 19:00 - 19:30）
- エフエム青森　サンデートーク（第3日曜 19:30 - 20:00）
- アオモリズム
  - 毎年2月11日の午後に放送される特別番組。青森県が抱える問題について討論を行う。
- ザッツカーニバル
  - 毎年8月上旬、青森県内で多くの祭りが開催される期間に放送される特別番組。祭り中継の他に、交通情報も随時伝える。

#### 自社制作ワイド番組の変遷
開局当初から長らく朝ワイド番組（7:30 - 9:00）や昼ワイド番組（11:30 - 13:00）も自主制作で放送していたが、朝ワイド番組は2005年4月改編から、昼ワイド番組は2006年4月改編からジャパンエフエムネットワーク（JFNC）制作の番組に切り変わった。これにより、平日に放送されているワイド番組は夕方のみとなっていた時期があった。
朝昼の自社制作番組廃止後も交通情報やニュースなどはFM青森制作のものに差し替えて放送していたが、2013年4月改編をもって平日朝7・8時台に放送されていた交通情報、エフエム青森ニュース、天気予報が終了し、ニュースと天気予報はJFNC配信のものに変更され、朝の交通情報は廃枠となった。
2017年4月改編では平日11時台後半に自社制作の生放送番組が復活する事になった。
2020年4月改編で平日11時台の自社制作の生放送番組を時間拡大の上で金曜日のみに変更し、月曜 - 木曜はJFNC配信の番組に変更した。その一方で朝の生放送番組を15年振りに再開したが、2年後の2022年4月改編で再び朝ワイド番組を終了させ再度JFNCのネット番組へ回帰したため、2017年3月以来5年ぶりに月曜 - 木曜日のワイド番組は夕方のみとなった。

### 今朝のニュース / エフエム青森ニュース / JFNニュース
- 2022年4月1日以降、定時の自社制作のニュース番組は放送しておらず、全て『JFNニュース』[注釈 19][12]を放送している。なお、JFNニュースはローカルスポンサーがつくと『エフエム青森ニュース』となり、スポンサーがつかないとそのまま『JFNニュース』となる。
- それ以前に放送された自社制作のニュース番組は、『Ao-Mor-Ning』にて平日7:42の読売新聞社配信のニュースを『エフエム青森ニュース』としてエフエム青森のアナウンサーが読み上げる形式で放送された[注釈 20]。2020年3月までは夕方ワイドの『IT'S MY RADIO!』→『RADI-MOTT!』でもニュースを放送していたが、朝ワイド『Ao-Mor-Ning』に移行する形で廃止された。その枠もネット番組配信のものへ切り替えられている。
- かつては、朝日新聞などもAFBへニュースの配信を行っていた。また、東北6県のFM局では唯一、地元県域新聞社からのニュース配信を受けていなかった[注釈 21]。

### 時差ネットになっているTOKYO FMの全国ネット番組
- 川島明 そもそもの話（土曜 19:00 - 19:55）
  - 番組未ネットのFM GUNMAを除くJFN各局と2時間遅れでの放送。AIR-G'、エフエム岩手、エフエム秋田（それぞれ一部地域）で17時台に聴くことができる。
- 杉浦太陽・村上佳菜子 日曜まなびより（日曜 8:30 - 8:55[13]）
- SPITZ 草野マサムネのロック大陸漫遊記（土曜 20:00 - 20:55[14]）
  - 2023年3月までキー局と同一の日曜 21:00 - 21:55に放送していた[注釈 22]。

### その他
- 心のともしび（土曜 6:50 - 6:55）
  - RABラジオから移行する形で2014年4月より放送開始。
- IMPORT PLUS Drivin' Music+（土曜 17:00 - 17:10）
  - FM NORTH WAVE（JFL系列）製作。2019年10月放送開始。
- ROCK THE NATION（日曜 2:00 - 3:00）
  - Date fm制作。
- Live Your Dream〜本音で生きて下さい（土曜 6:55 - 7:00）
  - 2002年よりFM大阪はじめ、JFN各局にて放送。
- 天使のモーニングコール（日曜 7:30 - 8:00）
- 週刊MUSIC PUNCH!（日曜 22:00 - 22:55）
  - エフエム岩手制作。

## 過去に放送されていた主な番組
平日
- MORNING INPRESSON→Blash Up Morning -WIDE PROGRAM FOR LOCAL MORNING FROM FM AOMORI-→Start Up Today→Ao-Mor-Ning（朝ワイド番組（7:30 - 8:00、8:20 - 8:55）[注釈 23]）
- MUSIC BRUNCH→Chit-Chat Cafe→BOOM! BOOM! SITE→ヒルモット!（昼ワイド番組（11:30 - 11:55）[注釈 24]）
- FM LUNCHCLUB お昼は何でもリクエスト→Daydream Studio→FMオープンテラス Cafe Marble（昼ワイド番組（12:00 - 12:45）[注釈 25]）
- イブニングサーフブルー
- Chart Navigator
- EVENING POWER STATION
- AFTER FIVE BREEZE|AFTER FIVE BREEZE -GOOD SOUND WITH TIMELY INFORMATION-（金曜のみAFTER FOUR BREEZE）→EVENING GATE→IT'S MY RADIO!（夕方ワイド番組）
- Radio City AugA（ラジオシティアウガ）（2013年5月 - 2014年3月、月曜 - 木曜 16:00 - 16:35、金曜 15:30 - 15:55）
- OH! HAPPY LIFE～Dr.小野の“ぴんぴんキラリ”健康レッスン～（水曜 10:20 - 10:30、2013年10月 - ）

金曜日
- DAY DREAM BELIEVER（金曜午後 - 夕方ワイド番組）
- 青森山田学園Go!Go!全力投球（金曜 15:30 - 15:55）
- 一路青森!こちらカ・ケ・メ・ぐる隊（金曜 13:00 - 13:55）
- はいうぇい人街ネット青森（金曜 12:50 - 12:55）
- Hello Radioサウスランド（金曜 13:00 - 13:30、八戸支局制作）
- クロタキ不動産Radio Life Station（金曜 13:55 - 14:00、再放送：土曜 7:55 - 8:00）

土曜日
- NTTコミュニケーションタイム エキサイティングサタデー
- サタデーイブニングライブ RADIOジャンクション
- ラピアハートフルサタデー
- RINGOMUSUMEのOH!ときめきゴールドサイト（土曜 17:30 - 18:00）
- 新OMOTENASHIご当地ラヂオ ドライブインフカウラマチ（土曜 12:55 - 13:00）
- ドライバーズ・ガイド（土曜 9:55 - 10:00）
- タウンウォッチング（土曜 10:55 - 11:00）

その他
- FMリクエストパーラー
- アップルフレーバーバスケット
- 佐藤竹善のシングライクトーキング
- NTTコミュニケーションタイムFEEL THE MUSIC→藤田君と西村君のTAKE TO THE LIMIT（秋田、岩手、宮城、栃木へネット）
- 周と多香子のFMラジオでこんにちは!
- 12:50!（トゥエルブフィフティー）
- アナウンサー・トーキング・バラエティーATV（木曜 19:00 - 19:30）青森テレビのアナウンサーが週代わりで出演。2010年4月1日 - 6月24日（3月25日にプレ放送あり）
- 青森マルシェ通信（2008年9月 - 2010年6月、土曜 9:00 - 9:30）
- ぐるっと外ヶ浜～ふるさと元気隊（2011年1月 - 3月、水曜 12:00 - 12:55）
- NTTドコモ青森プレゼンツ・docomo sonic（土曜 17:00 - 17:30）
- 野村リラックスカフェ→リラックスカフェ（2001年4月 - 2011年4月、土曜 8:30 - 8:55）
- 連続ラジオドラマ・海扇物語-ほたて養殖にかけた人々-
- マルホン胡麻油デリシャスタイム
- オペラッチャオ（金）10:30 - 10:45　（土）12:30 - 12:45（再放送）
- NANBUコネクション・こちら達者村スマイル隊!（水曜 12:00 - 12:55）
- ヤクルトヘルシーブレイク（月 - 金 10:00 - 10:15）
- 走れ!ゴショガールズ～五所川原やってまレディオ（2012年11月 - 2013年10月、土曜 12:30 - 13:00）
- エネルギーコミュニケーション（金曜 21:40 - 21:55）
- 情報ぱれっと（青森県の広報番組、月曜 - 木曜 12:55 - 13:00）
  - テレビ番組『情報パレット（NHK仙台）』『情報パレッと!』（中京テレビ）とは別。
- 震災情報 官邸発（同局ではTOKYO FMと同時ネットだが、県内では青森放送ラジオと県内の被災地にあるコミュニティ放送局であるBe FM（八戸市）でも放送。）
- たずねてみちのく（土曜 7:30 - 7:45、2014年2月 - ） ※東北6局ネット
- ドクター中路の 目指せ100歳!健康長生き講座（土曜 7:45 - 7:55）
- 弁護士法人はるかの教えてセンセ!（月曜 13:55 - 14:00、再放送：土曜 12:55 - 13:00）
- おきゃんてィーずのおきゃんてィーぱーてィ（月曜 20:00 - 20:30）
- OH!おらっせ♪〜ぐるっと イイとこラジオ〜（水曜 12:00 - 12:30）
- 南部の昔っこ（金曜 10:20 - 10:30、再放送：土曜 12:20 - 12:30）
- ELM presents ELMAGA⁺（金曜 10:50 - 10:55、土曜 17:30 - 18:00、日曜 10:55 - 11:00）
- AEONTOWN『TIME to Shine!』（金曜 15:30 - 15:45）
- 楠美清の失敗しない青森の家づくり（土曜 9:30 - 9:45）
- コスメチック ウィークエンド（土曜 9:50 - 9:55）
- 申吾のほっとチャンネル（毎月第1日曜 7:00 - 7:30）
- 小野寺あきひこのスクラム!
- あ・い・こ・と・ば（日曜 9:30 - 10:00）

## アナウンサー・パーソナリティー

### 現在
アナウンサー
| 名前     | 読み仮名        | 入社年 | 主な担当番組など（2024年時点）             | 備考                 |
| -------- | --------------- | ------ | ------------------------------------------ | -------------------- |
| 里村好美 | さとむら よしみ | 2008年 | RADI-MOTT!（金曜） 今日もいきいき!PGライフ |                      |
| 工藤良子 | くどう よしこ   |        | ヒルモット!Friday ドライバーズ・ガイド     |                      |
| 中里玲奈 | なかさと れな   | 2020年 | RADI-MOTT!（水曜） スマイル                | エフエム長崎より移籍 |
| 高坂怜奈 | こうさか れいな |        | The シモキターンズ                         |                      |

パーソナリティ
- 外崎禎子（契約パーソナリティ） - Doctor's コンサルティングプログラム
- 柳澤ふじこ - RADI-MOTT!（火曜）
- 近藤金吾 - 近藤金吾のせーのでFight♪
- 藤元由紀（契約パーソナリティ） - OH! HAPPY LIFE～Dr.小野の゛ぴんぴんキラリ゛健康レッスン～
- 坂本サトル - 坂本サトル ミリオンレディオ
- 西村美玲 - 坂本サトル ミリオンレディオ
- モモ - 坂本サトル ミリオンレディオ
- 石村智樹（エフエム青森 弘前支局長） - 坂本サトル ミリオンレディオ（プロデューサー兼務、放送内では『石村P』として出演。）
- 坂口千夏 - 薬局から始まった＜健康づくりの輪!
- 吉田篤（気象予報士） - スマイル
- 藤ヶ森高子 - Hello Radio～サウスランド～
- 境香織（契約パーソナリティ、製作会社・R-cue所属） - クロタキ不動産 Radio Life Station・産地直送旅番組 津軽へ行こう!・金正堂本店 アニバーサリーストリー・あ・い・こ・と・ば
- 藤田絵里賀 - 産地直送旅番組 津軽へ行こう!
- むさし - チャレンジ川柳!むさし流!
- 稲葉みどり - チャレンジ川柳!むさし流!
- ジョナゴールド - Aomori RINGO Radio
- 木村健一 - パパとママのエンジョイヘルス!! -健康って楽しい-
- 木村郁子 - パパとママのエンジョイヘルス!! -健康って楽しい-
- 砧川キヌ子 - RADI-MOTT!（月曜）
- 鈴木耕治 - RADI-MOTT!（木曜）
- 実土里（ライスボール） - RADI-MOTT!（木曜）
- d-iZe - RADI-MOTT!（金曜）

### 元アナウンサー
- 平山早苗（正社員、開局時にエフエム秋田から移籍） - 在籍中の2016年11月30日に死去[15]。
- 小林博昭
- 若山多香子（→フリーアナウンサー）
- 神尾久美子（1989年にFM山形に移籍）
- 柿原信也
- 八森好香
- 望月貴史（日本道路交通情報センター道路交通情報キャスター（九段センター、首都高速センター）→エフエム鹿児島嘱託アナウンサー→1998年エフエム青森入社→2000年エフエムしみず番組契約パーソナリティ→株式会社SBSメディアビジョン企画開発部期間限定契約社員→TOKAIケーブルネットワーク放送制作部→フリー
- 大久保尚子（→Date FMのDJおよび東日本放送『シースルーナイト』レギュラー、→2003年3月 - 2006年2月福島放送契約）
- 鈴木純子（文化放送アナウンサーの鈴木純子とは別人。現在「鈴木順子」名義で、仙台のMOCプランニング所属のローカルタレント）
- 東出雅子（→結婚退社後FM岩手でレギュラー番組を担当）
- 坂本睦子（元青森テレビアナウンサー）「シティサウンドホール」という番組では、「日高睦（ひだかむつみ）」名義で番組を担当。
- 大川原みゆき（元ラジオ福島アナウンサー、旧姓は清水）
- 馬場有紀子（→2003年3月31日から2005年9月9日までNHK青森放送局『ゆうYOUあおもり』キャスター。「ラビ・サウンドステーション」という番組では「浄円寺ゆきこ（じょうえんじゆきこ）」名義で番組を担当していた。ちなみに「浄円寺」は実家である寺の名前に由来する。）
- 須藤悟（現フリーアナウンサー、JFNニュースのニュースアナウンサーなど、2009年と2010年にはFNSの日の三輪車12時間耐久レースで三宅正治のアシスタントを担当した。）
- 木船陽子（→ハワイの日本語ラジオ局で、DJ YOKOとして活躍）
- 杉本布美子（後にDate FMのDJ）
- 石田英寿（→エス・オー・プロモーション所属）
- 藤田絵里賀（退社後もエフエム青森で番組を担当。）
- 須藤正大（2004年入社）（現フリーアナウンサー）
- 吹谷しのぶ（2005年入社）（現在宮城県でフリーアナウンサー。2008年10月から東北放送で毎週金曜夜から土曜朝の宿直担当アナウンサーに）
- 横山琢巳（2008年入社、2014年3月末退社）
- 鈴木耕治（1991年入社、2023年7月末退社。退社後もフリーアナウンサー、ディレクターとしてエフエム青森で番組を担当。）

### 元パーソナリティ
- 角田周（津軽地吹雪会代表、『サウンドブリザード』ではメインパーソナリティを勤め、2002年の番組終了後も特別番組などで出演している。）
- 北野岸柳（エフエム局では珍しい、川柳の番組を担当した、川柳作家）
- 堀みゆき（ラピアハートフルサタデー担当）
- 大地球（ラピアハートフルサタデー担当。現在はBeFMパーソナリティ）
- 藤田良子（現：青森放送『ふれあい八戸土曜スタジオ』（青森放送八戸支社制作）MC）
- 大瀬香織（番組出演当時、録音舎所属）
- DJ ちはる
- 算用子幸代
- 河合純子（番組出演時、録音舎所属。退社後地元岩手でフリーとして、エフエム岩手や一関コミュニティFM（FMあすも）（一関市）の番組を担当）
- 三浦文恵（フリーアナウンサー）
- DJKAWAI
- DJこーたろー
- 及川優（番組出演当時、録音舎所属）
- 大鳥居務
- 高木まゆみ
- 荒内美沙緒（番組出演時、1999年ミスフォトジャニック。青森山田高校在学中に青森山田高校の部活動を紹介する番組を担当。大学進学後の2001年、ミスユニバースジャパンに。）
- 今道隆（契約パーソナリティ、番組出演当時制作会社・R-Cue所属）
- 張間陽子（現：青森放送・十日市秀悦のサタデー横丁パーソナリティ。2021年3月末までは、五所川原エフエム（ジーラジ）・フォーチュン☆Radioの月曜・火曜パーソナリティも担当。）
- 森雄一
- 宮川香織
- りんご娘（RINGOMUSUMEのOH!ときめきゴールドサイト）
- 三村申吾（当時青森県知事） - 申吾のほっとチャンネル
- 小野寺晃彦（当時青森市長） - 小野寺あきひこのスクラム!

## 番組改編
基本的には1・4・7・10月に行うが、不定期に放送番組の変更や時間変更もある。また、朝・昼の自社制作ワイド番組が放送されていた頃は、4 - 5年に1度これらの帯番組を一斉に改題していた。

## 歴代ステーションジングル
- 初代 1987年 - 1992年?
  - 女性コーラスで「エフエム、あおもり〜」と歌うものであった。
- 2代目 1992年? - 1997年3月男女混合コーラスで「JOWU-FMあおもり～」と歌うものであった。
- 3代目 1997年4月 - 2007年3月
  - 最も長く使われていた。1997年4月から1年間は開局10周年にちなみ「10th anniversary」とコーラスが入っていた。98年以降は「FM AOMORI」と歌っているだけであった。5秒・10秒・15秒・20秒のジングルがあり、それぞれ音楽が異なっていた。
- 4代目 2007年4月 -（使用終了時期不明）
  - 2007年4月からの1年間は開局20周年にちなんで「20th anniversary」というフレーズが入っていた。こちらも5秒・10秒・15秒・20秒のジングルがある。
- 5代目 2009年4月 -（使用終了時期不明）
  - 5秒・10秒・15秒のジングルがある。5代目ジングルが採用されてからも引き続き4代目も使用されている。
  - 2009年4月から一時期、英語で周波数告知をするジングルも流れていたが、上北中継局の周波数が「84.1MHz」と間違った告知がされていたため、程なくして廃止になった。
- 現在（使用開始時期不明）
  - 5秒・10秒・15秒のジングルがある。男声または女声で「Thank you for listening. FM AOMORI.」とコールするもの。
  - 20秒のジングルは2007年4月から使用しているものを継続して利用している。
- この他にも、12月24日・25日には「Merry Christmas. From FM AOMORI.」と歌うクリスマスバージョンのジングルが流れる。
- また、深浦中継局が開局するまでは地元出身の佐藤竹善や坂本サトルが自らの楽曲をBGMに周波数を告知するコマーシャルが流れていた。